# Soyuz TMA-1

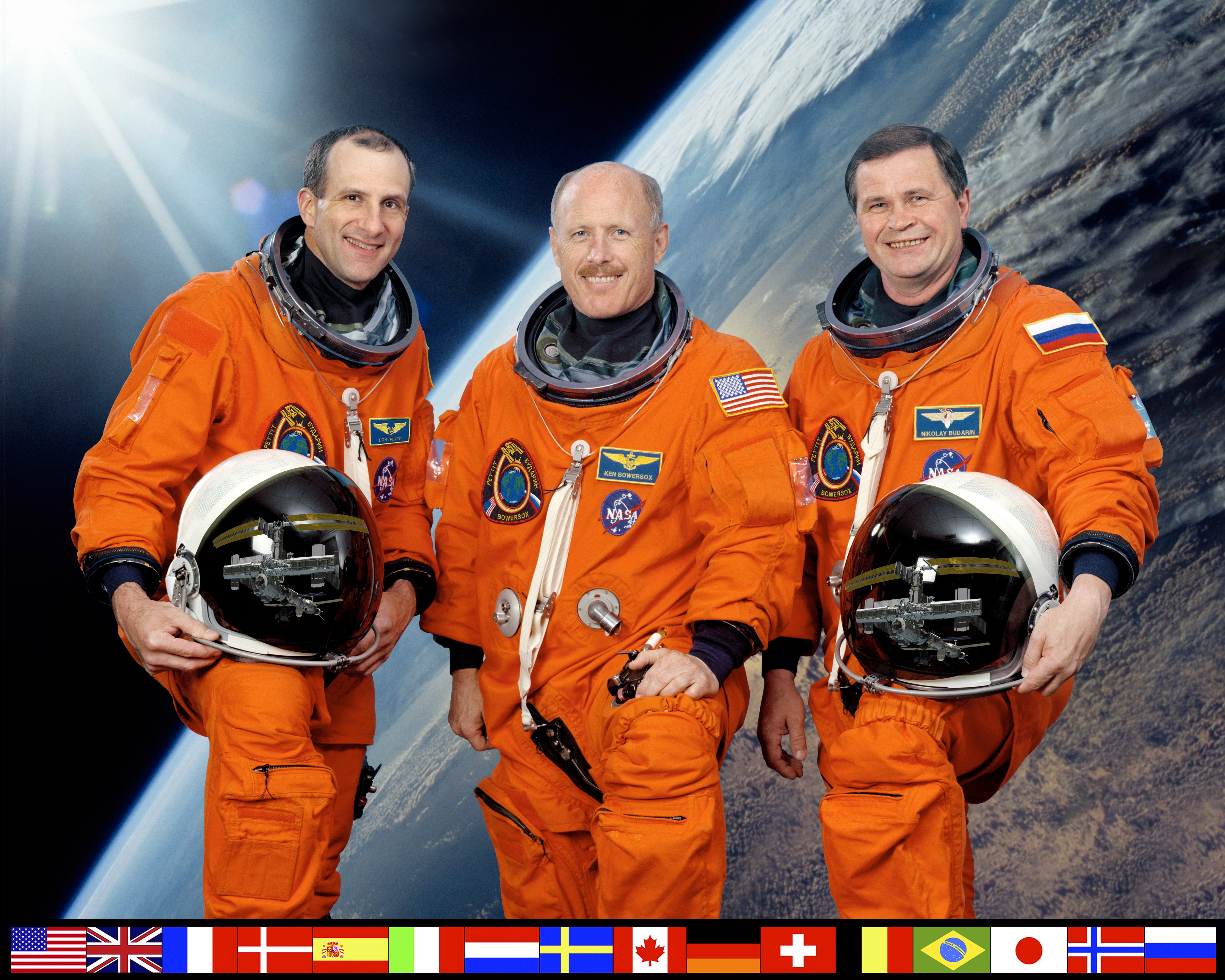
Tripulación
Pettit, Bowersox y Budarin

Soyuz TMA-1 fue el quinto vuelo de una nave Soyuz para la Estación Espacial Internacional (ISS) y el primero de una Soyuz de la clase TMA. Fue lanzada con un cohete Soyuz-FG el 30 de octubre de 2002 y aterrizo el 4 de mayo de 2003.

## Tripulación
Tripulación lanzada en la Soyuz TMA-1 (30 de octubre de 2002)
- Sergei Zalyotin comandante
- Frank De Winne ingeniero de vuelo
- Yuri Lonchakov ingeniero de vuelo

Tripulación al aterrizaje en la Soyuz TMA-1 (4 de mayo de 2003)
- Nikolai Budarin comandante
- Kenneth Bowersox ingeniero de vuelo
- Donald Pettit ingeniero de vuelo

### Atraque con la ISS
- Atraque con la ISS: 1 de  noviembre de 2002, 05:01 UTC (al módulo Pirs)[3]

- Desatraque de la ISS: 3 de  mayo de  2003, 22:43 UTC (desde el módulo Pirs)

## Misión
La misión fue comandada por el cosmonauta Sergei Zalyotin, que fue lanzado al espacio junto con la tripulación compuesta de los ingenieros de vuelo Frank De Winne y Yuri Lonchakov. La nave llevó a bordo una serie de equipamientos de última generación, incluyendo un nuevo ordenador de a bordo probado con éxito en vuelo. Mientras la TMA-1 se encontraba acoplada en misión en la ISS, el transbordador Columbia, de la NASA, se desintegró durante la reentrada en la atmósfera en febrero de 2003, dejando la nave rusa cómo única opción de transporte entre la Tierra y la ISS y única opción de retorno de los residentes en la estación, los integrantes de la Expedición 6.
Debido al accidente con la Columbia, que dejó paralizado el programa de los transbordadores espaciales, el retorno de la TMA-1 se hizo con una tripulación diferente de la que fue lanzada seis meses antes y por primera vez astronautas norteamericanos volvieron del espacio a bordo de una nave espacial rusa. En el retorno a la Tierra, la nave tuvo problemas en la reentrada, hecha en una trayectoria balística y profunda, lo que causó una exposición de la tripulación a fuerzas gravitacionales muy altas y llevó la cápsula a aterrizar cerca de 450 km fuera del lugar predeterminado, al norte del mar de Aral, en Kazajistán. A pesar de este incidente durante la reentrada la tripulación regreso a tierra ilesa.
La comunicación entre la nave y el control de tierra se interrumpió durante y tras la descendida a causa de la pérdida de una antena y paralización de otras dos, haciendo con que la tripulación sólo consiguiera comunicación a través de un transmisor de emergencia después del aterrizaje. A causa de este incidente, a partir de ese momento todas las misiones Soyuz pasaron a tener un teléfono por satélite a su disposición, para establecer contacto con los equipos de rescate y búsqueda en tierra.